# Porpidia flavocruenta
Porpidia flavocruenta är en lavart som beskrevs av Fryday 2005. Enligt Catalogue of Life ingår Porpidia flavocruenta i släktet Porpidia,  och familjen Porpidiaceae, men enligt Dyntaxa är tillhörigheten istället släktet Porpidia,  och familjen Lecideaceae. Arten är reproducerande i Sverige. Inga underarter finns listade i Catalogue of Life.